# Alessandro Del Mar
Alessandro Del Mar (nascut a Nàpols, Itàlia) és un director de cinema pornogràfic i actor italià que és també conegut sota els noms de "Max Bellochio", "Max Bollecchio" i "Toni Montana". Ha dirigit més de 200 pel·lícules des de 1993.

## Premis i nominacions
- 2008 AVN Award guanyador – Millor Director, Versió Estrangera (Dangerous Sex)[2]
- 2009 Premi Hot d'Or guanyador – Millor Director Europeu, Millor Guió Europeu, i Millor Pel·lícula Europea (tots per la pel·lícula Billionaire - Private)[3][4]